# Tomislav Ivčić
Tomislav Ivčić (* 6. Januar 1953 in Zadar; † 4. März 1993 in Zagreb) war ein jugoslawischer bzw. kroatischer Sänger, Komponist und Politiker.

## Leben und Karriere

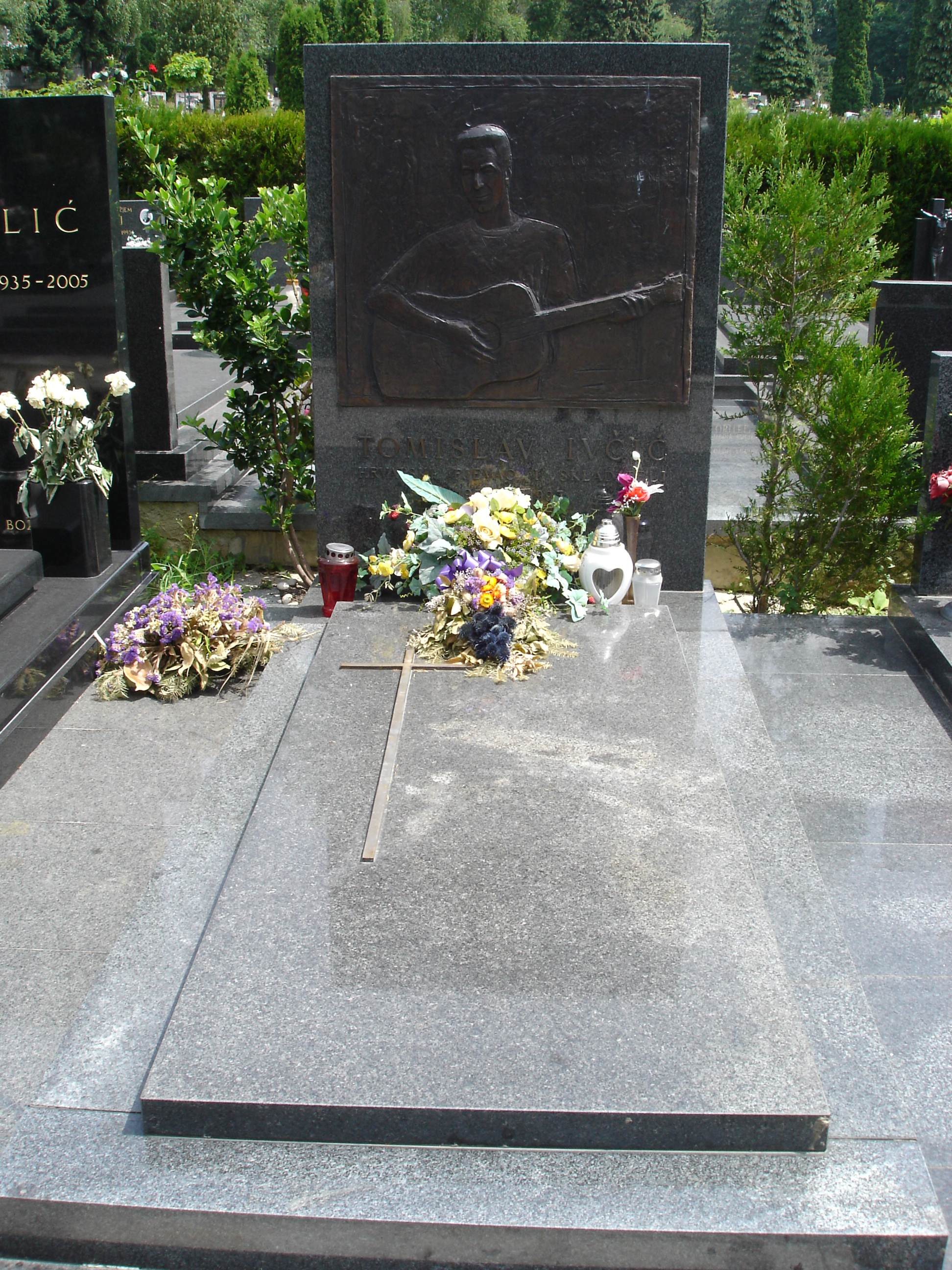
Grab von Tomislav Ivčić auf dem Mirogoj-Friedhof in Zagreb

Dank seiner vielen Auftritte bei Festivals der Unterhaltungsmusik der 1970er Jahre, wurde Tomislav Ivčić zu einem der bekanntesten kroatischen Sänger und Komponisten seiner Zeit. Im Laufe seiner Karriere hatte er viele Erfolge, die nicht nur durch die dalmatinische Folklore, sondern auch durch die Bearbeitung von bekannten italienischen Kanzonen inspiriert waren. In seiner erfolgreichen Karriere als Sänger und Komponist schrieb er über 200 Lieder und Texte, nahm 23 Alben auf, die in über 2,5 Millionen Exemplaren verkauft wurden. Otrov s tvojih usana, Kalelarga, Stop The War in Croatia und Večeras je naša fešta zählen zu seinen bekanntesten Liedern. Während des Krieges in Kroatien schrieb und sang er das Lied Stop The War in Croatia in englischer Sprache. Im Jahre 1990 wurde er Mitglied der Kroatischen Demokratischen Union und für diese Partei gewann er im Jahre 1993 einen Platz im kroatischen Parlament. Kurz vor Beginn seines Amtes im Parlament und kurz nach seinem Interview für die Wochenzeitung Globus starb er bei einem Autounfall in Zagreb. Er wurde auf dem Zagreber Friedhof Mirogoj beigesetzt.
Einer seiner größten Erfolge ist das Lied Večeras je naša fešta, welches zur inoffiziellen Regionalhymne Dalmatiens wurde. Dieses Lied wird bei verschiedenen feierlichen Anlässen und sportlichen Erfolgen gesungen. Die Einwohner von Zadar mögen besonders das Lied Kalelarga, welches die Hauptstraße Zadars beschreibt und nicht nur in Zadar beliebt ist. Seine Brüder sind auch bekannte kroatische Sänger: Vedran Ivčić, wie auch der ältere Halbbruder Đani Maršan, ein geschätzter kroatischer Sänger und Komponist.

## Tomislav Ivčić in Deutschland
Am Bodensee, auf dem Weg zwischen Singen und Lindau, befindet sich die barocke Wallfahrtskirche Birnau, in der sich seit 1973 Kroaten aus Deutschland, Österreich und aus der Schweiz versammeln. Dieser Ort wurde zum Massentreffen der Kroaten. Im Jahre 1990 trat auch Tomislav Ivčić nach der Messe beim Konzert auf. Er sang ein Lied über Birnau und begeisterte das kroatische Publikum in Deutschland.

## Diskografie

### Alben
- 1974: Još uvijek se vraćam
- 1979: Nemam za kavu
- 1980: Ulični šarmer
- 1981: Dalmatinske noći
- 1982: Oprosti mi
- 1982: Pisme iz konobe
- 1985: Sine, vrati se
- 1986: Večeras je naša fešta
- 1987: Posljednji valcer
- 1989: Gorka rijeka
- 1991: Stop the war in Croatia
- 1994: Krunica moje majke (neobjavljene pjesme)
- 1996: More naše plavo
- 1997: Pjeva najveće hitove Tomislava Ivčića
- 2003: I onda kad ne bude nas bilo
- 2004: Di je bila pamet
- 2006: The platinum collection

### Singles (Auswahl)
- 1978: Najljepša Si
- 1986: Večeras Je Naša Fešta
- 1986: Kalelarga
- 1991: Tamo Gdje Sam Rođen

| Personendaten    | Personendaten                                                   |
| ---------------- | --------------------------------------------------------------- |
| NAME             | Ivčić, Tomislav                                                 |
| KURZBESCHREIBUNG | jugoslawischer bzw. kroatischer Sänger, Komponist und Politiker |
| GEBURTSDATUM     | 6. Januar 1953                                                  |
| GEBURTSORT       | Zadar                                                           |
| STERBEDATUM      | 4. März 1993                                                    |
| STERBEORT        | Zagreb                                                          |